# Marie Basta
Pour les articles homonymes, voir Basta.
Marie Basta, née Marie Schmidt, épouse Marie Pascalides puis Marie Tavary, née le 4 mai 1856 à Cologne et morte après 1899, est une chanteuse d'opéra allemande (soprano).

## Biographie
Marie Basta est la fille du couple d'artistes Bernhard Schmidt (chanteur) (de) et Louise Kellberg. Elle fait ses débuts en 1872 dans un rôle de soubrette au Théâtre national allemand de Weimar. Cependant, elle ne veut pas accepter le genre facile et prend donc des leçons de Francesco Lamperti ou Giovanni Battista Lamperti à Milan, Mathilde Marchesi à Vienne et à Paris de Gustave Roger, Après deux ans d'études assidues, elle devient membre de l'Opéra de Prague, puis de l'Opéra d'État de Hambourg, puis elle entreprend une tournée en Suède et en Norvège jusqu'en 1878 pour ensuite accepter un engagement de prima donna au Stadttheater de Cologne où elle chante Carmen de Bizet. 
Elle chante de 1880 à 1888 sur la scène du Bayerische Staatsoper. À la fin du contrat, elle n'accepte plus aucun engagement fixe et n’apparaît que comme invitée sur scène. En 1880 elle donne plusieurs représentations comme invité au théâtre d'Augsbourg.  
En 1889, elle utilise le nom de Frau Pascalides à Weimar et en 1890, part en tournée dans les pays germanophones, à Strasbourg et à Bâle. En 1890, elle chante maintenant sous le nom de Marie Tavary à Covent Garden à Londres, dans le rôle d'Eva dans Die Meistersinger von Nürnberg, Donna Anna dans Don Giovanni et la comtesse dans les Noces de Figaro. En 1891 elle est de nouveau invitée à Covent Garden et joue Donna Anna et Leonore dans Fidelio. Au début des années 1890, elle se rend aux États-Unis, pour une tournée avec la Grand English Opera Company et y travaille jusqu'en 1899.  Elle débute en 1893 au Metropolitan Opera de New York, là elle joue Donna Anna, Santuzza dans Cavalleria rusticana, Carmen, Nedda dans Pagliacci. Elle chante également  les rôles de colorature : La Reine de la nuit dans La Flûte enchantée, Sussana dans les Noces de Figaro, Zerlina dans Don Giovanni, Gilda dans Rigoletto et Rosina dans Le Barbier de Séville, Bragane Tristan und Isolde, Eva Die Meistersinger von Nürnberg, Aida, Valentine dans Les Huguenots, Violetta dans La traviata et Carmen.

## Vie privée
Elle épouse d'abord le chanteur d'opéra Eduard Basta (de), après sa mort en 1879, elle épouse Mr Pascalidies, son troisième mariage est avec Mr Tavary. En 1896, elle est mariée avec Nahib Hashim et en 1899 vit à New York. Sa belle-sœur est la chanteuse d'opéra Julie Basta. 
Aux États-Unis, elle s'appelait Marie Tavary .

## Source
- (de) Ludwig Eisenberg, Ludwig Eisenberg's grosses biographisches Lexikon der deutschen Buhne im 19. Jahrhundert, Leipzig, Paul List, 1903 (lire en ligne), p. 53
- Le Ménestrel, Paris, 1833-1940 (lire en ligne), lire en ligne sur Gallica